# The Monkey's Paw
The Monkey's Paw é um filme de terror do Reino Unido, dirigido por Norman Lee e lançado em 1948.